# Chiesa di Sant'Andrea Apostolo (Cerreto d'Asti)
La chiesa di Sant'Andrea Apostolo è la parrocchiale di Cerreto d'Asti, in provincia e diocesi di Asti; fa parte della zona pastorale Nord.

## Storia
Già nel XII secolo a Chiusano esisteva un luogo di culto, il quale era dedicato a san Michele Arcangelo.
Nel Seicento questo antico oratorio venne sostituito dalla nuova parrocchiale a tre navate; l'edificio fu modificato nel 1740 ruotandone la pianta di 180 gradi, in modo da avere l'ingresso a nord e il presbiterio a mezzogiorno.
Alcuni anni dopo, nel 1763 si provvide a costruire il nuovo campanile e nel 1822 venne realizzata l'abside; sempre all'inizio dell'Ottocento la chiesa fu reintitolata a sant'Andrea Apostolo, in occasione di un intervento di rifacimento della struttura.
Intorno al 1980 la parrocchiale venne adeguata alle norme postconciliari mediante l'aggiunta dell'ambone e dell'altare rivolto verso l'assemblea.

## Descrizione

### Esterno
La facciata a salienti della chiesa, rivolta a settentrione e rivestita da mattoni a faccia vista, è suddivisa da una cornice marcapiano in due registri, entrambi scanditi da lesene; quello inferiore, più largo, è caratterizzato dal portale d'ingresso, mentre quello superiore, affiancato da volute, presenta centralmente una finestra ed è coronato dal timpano semicircolare.
Annesso alla parrocchiale è il campanile a base quadrata, suddiviso da cornici in più ordini; la cella presenta su ogni lato una monofora a tutto sesto ed è coperta dal tetto a quattro falde.

### Interno
L'interno dell'edificio è suddiviso in tre navate da pilastri abbelliti da lesene scanalate sorreggenti degli archi a tutto sesto e sopra i cui capitelli si impostano i costoloni che caratterizzano le volte a crociera; al termine dell'aula si sviluppa il presbiterio, sopraelevato di due gradini, delimitato da balaustre, coperto da cupola ribassata e chiuso dall'abside semicircolare.
L'opera di maggior pregio qui conservata è l'altare maggiore, costruito nel XVIII secolo di Solaro.